# Alessandro D'Alatri
Alessandro D'Alatri, né le 24 février 1955 à Rome et mort le 3 mai 2023 dans la même ville, est un réalisateur italien.

## Biographie
Né à Rome, Alessandro D'Alatri était un adolescent actif en tant qu'acteur de théâtre et de cinéma. Il a notamment collaboré avec Luchino Visconti, Giorgio Strehler et Vittorio De Sica.
Dans les années 1970, il se concentre sur la réalisation, et après un long apprentissage comme réalisateur de spots publicitaires qui l'a conduit à être récompensé comme meilleur réalisateur au Cannes Lions International Festival of Creativity, en 1991, il réalise un premier long métrage, Americano rosso, pour lequel il remporte le David di Donatello du meilleur réalisateur débutant. En 1994, Senza pelle est à la fois un succès critique et commercial avec David di Donatello, Nastro d'Argento et Ciak d'oro pour le meilleur scénario. En 1998, son film I Giardini dell'Eden, une histoire apocryphe de Jésus, a participé à la compétition de la Mostra de Venise.
Alessandro D'Alatri est mort à Rome le 3 mai 2023.

## Filmographie
- 1991 : Americano rosso
- 1994 : Senza pelle
- 1996 : Ritratti d'autore: prima serie
- 1998 : I giardini dell'Eden
- 2002 : Casomai (it)
- 2005 : Quelqu'un de bien (it) (La febbre)
- 2006 : Commediasexi
- 2010 : Sul mare (it)
- 2017 : The Startup: Accendi il tuo futuro (it)
- 2018 : In punta di piedi (it) (téléfilm)

## Distinctions
- 1991 : David di Donatello du meilleur réalisateur débutant pour Americano rosso.
- 1995 : David di Donatello du meilleur scénario pour Senza pelle.
- 2005 : prix Sergio-Leone au Festival du film italien d'Annecy, pour l'ensemble de son œuvre.